# Rasabali
El rasabali (Oriya: ରସାବଳି) es un plato dulce de Orissa, India. A diferencia de otros postres de Odia, como la rasgulla que se ha extendido por toda la India a través de Bengala, la popularidad del rasabali sigue estando limitada en gran medida a Orissa.

## Preparación
El rasabali tiene la misma relación con el gulab yamun que lleva un rasgulla. Consiste de discos fritos aplanados de color marrón rojizo de chhena (requesón) que se sumergen en leche engrosada y azucarada. La chhena es aplanada formando el disco del tamaño de una mano, con el fin de que puedan absorber la leche más fácilmente. La leche espesada es generalmente sazonada con cardamomo machacado.
Aunque el rasabali es popular en Orissa, sin duda, los mejores pueden ser encontrados en la ciudad de Kendrapara.